# (27714) Dochu
(27714) Dochu est un astéroïde de la ceinture principale.

## Description
(27714) Dochu est un astéroïde de la ceinture principale. Il fut découvert le 29 janvier 1989 à Tokushima par Masayuki Iwamoto et Toshimasa Furuta. Il présente une orbite caractérisée par un demi-grand axe de 2,26 UA, une excentricité de 0,09 et une inclinaison de 4,7° par rapport à l'écliptique.

## Compléments